# Cratere Zulma
Zulma  è un cratere sulla superficie di Venere.